# UK garage
UK garage (i England garage) är en musikgenre som uppkom i Storbritannien i början-mitten av 1990-talet och fick sitt mainstream-genombrott omkring år 2000. Stilen är främst besläktad med den amerikanska house-genren garage från New York, men till stor del också jungle. Undergenrer är bland andra grime, speed garage, 2-step och UK funky. Artister som M.J. Cole, Artful Dodger, Jaimeson, So Solid Crew, Heartless Crew, The Streets, Shanks & Bigfoot, DJ Luck and MC Neat, Sunship (Ceri Evans), Oxide and Neutrino har populariserat garage-musiken i Storbritannien.